# Y Đồ Vu Lư Đê thiền vu
Y Đồ Vu Lưu Đê (giản thể: 伊屠於閭鞮单于; phồn thể: 伊屠於閭鞮單于; bính âm: Yītúwūlǘdīchányú, ?-88), thuộc Luyên Đê thị, danh là "Tuyên", là con trai của Y Phạt Vu Lự thiền vu của Nam Hung Nô. Năm Nguyên Hoa thứ 1 (85) thời Đông Hán, Hồ Tà Thi Trục Hầu Đê thiền vu mất, Tuyên thừa kế ngôi vị và trở thành Y Đồ Vu Lư thiền vu. Năm Chương Hòa thứ 1 (87), Tiên Ti tấn công đánh bại Bắc Hung Nô, ngoài ra còn giết chết Ưu Lưu thiền vu của Bắc Hung Nô, Bắc Hung Nô đại loạn, 58 bộ với hơn 20 vạn người chuyển xuống phía nam. Năm sau, Y Đồ Vu Lư thiền vu mất.